# Zdzistryj
Zdzistryj – staropolskie imię męskie, złożone z dwóch członów: Zdzi- ("uczynić, nadać imię, zrobić") i stryj.